# Dolmen des Pierres Jumelles
Le dolmen des Pierres Jumelles est une ancienne allée couverte située au lieu-dit Richebourg à Sainte-Gemmes-le-Robert, dans le département français de la Mayenne.

## Description
Le dolmen est en ruines. Il n'a plus de dalle de couverture.

## Protection
L'édifice fait l’objet d’une inscription au titre des monuments historiques depuis le 12 février 1984.